# Ramones (musikalbum)

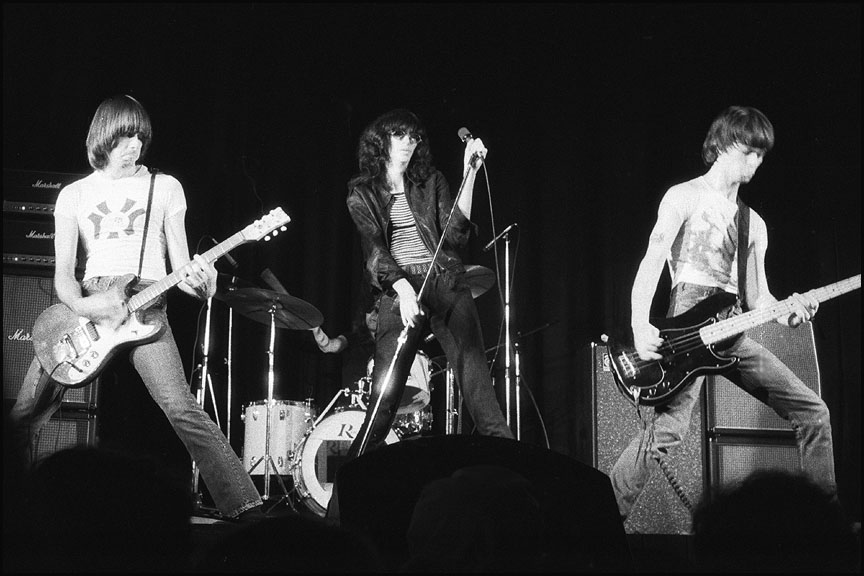
Ramones i New Yorker Theater i Toronto

Ramones är punkbandet Ramones självbetitlade debutalbum, släppt våren 1976. 
Här tar Ramones tillbaka rocken till rötterna med tre ackord i låtarna och enkla texter. Men det är en sak till som händer, musiken snabbas upp till maximum, och det gör skivan till ett av de allra första riktiga punkalbumen.
Låten "Chain Saw" handlar om skräckfilmen Motorsågsmassakern.

## Låtlista
Låtar utan upphovsman skrivna av Ramones.
Sida ett
1. "Blitzkrieg Bop" - 2:14
2. "Beat on the Brat" - 2:32
3. "Judy Is a Punk" - 1:32
4. "I Wanna Be Your Boyfriend" - 2:24
5. "Chain Saw" - 1:56
6. "Now I Wanna Sniff Some Glue" - 1:36
7. "I Don't Wanna Go Down to the Basement" - 2:38

Sida två
1. "Loudmouth" - 2:15
2. "Havana Affair" - 1:57
3. "Listen to My Heart" - 1:58
4. "53rd & 3rd" - 2:21
5. "Let's Dance" (Jim Lee) - 1:52
6. "I Don't Wanna Walk Around With You" - 1:43
7. "Today Your Love, Tomorrow the World" - 2:11

## Listplaceringar
| Lista (1976) | Topplacering |
| ------------ | ------------ |
| Italien      | 67           |
| Sverige      | 48           |

### Fotnoter
1. ↑  ”Ramones”. Italiancharts. 22 maj 1976. http://italiancharts.com/showitem.asp?interpret=Ramones&titel=Ramones&cat=a. Läst 22 juni 2015.
2. ↑  ”Ramones”. Swedishcharts. 22 maj 1976. http://www.swedishcharts.com/showitem.asp?interpret=Ramones&titel=Ramones&cat=a. Läst 22 juni 2015.